# 초과수요
초과수요(excess demand) 또는 부족(shortage)은 경제학에서 제품이나 서비스에 대한 수요가 시장에서 공급을 초과하는 상황이다. 초과 공급(잉여)의 반대이다.

## 정의
완벽한 시장(단순한 미시 경제 모델과 일치하는 시장)에서 초과 수요는 판매자가 해당 가격의 수요가 가용 공급과 일치할 때까지 가격을 인상하여 시장 균형을 확립한다. 경제 용어에서 부족은 어떤 이유로(예: 정부 개입 또는 판매자가 가격을 올리지 않기로 한 결정) 가격이 균형에 도달할 때까지 상승하지 않을 때 발생한다. 이 상황에서 구매자는 이용 가능한 상품이나 서비스의 수량보다 시장 가격으로 더 많이 구매하기를 원하며 일부 비가격 메커니즘(예: "선착순" 또는 복권)이 어떤 구매자에게 서비스를 제공할지 결정한다. 따라서 완벽한 시장에서 부족을 야기할 수 있는 유일한 것은 가격이다.
일반적으로 "부족"이라는 용어는 대부분의 사람들이 저렴한 가격으로 원하는 상품을 찾을 수 없는 상황, 특히 공급 문제로 인해 가격이 상승한 상황을 가리킬 수 있다. "시장 청산"(market clearing)은 일반적인 가격으로 거래하려는 모든 구매자와 판매자가 파트너를 찾을 수 있을 때 발생한다. 거의 항상 시장 청산가보다 낮은 가격에 구매 의사가 있는 구매자가 있다. 더 좁은 기술적 정의는 이러한 수요를 충족하지 못하는 것을 "부족"으로 간주하지 않는다. 비록 그것이 사회적 또는 정치적 맥락에서 그런 식으로 설명되더라도(단순한 공급 및 수요 모델이 포괄하려고 시도하지 않음) 말이다.

## 같이 보기
- 총수요
- 총공급
- 동구권
- 경제적 균형
- 경제적 잉여
- 유효수요
- 과잉공급
- 유도된 수요
- 총수요
- 재생산
- 희소성
- 결핍경제
- 공급충격